# Boogie Nights
A Boogie Nights 1997-es amerikai történelmi filmvígjáték-dráma, melyet Paul Thomas Anderson írt és rendezett. Alapjául Anderson 1988-as The Dirk Diggler Story című áldokumentum-rövidfilmje szolgált. A főbb szerepekben Mark Wahlberg, Julianne Moore, Burt Reynolds, Don Cheadle, John C. Reilly, William H. Macy, Philip Seymour Hoffman és Heather Graham látható.
1997. szeptember 11-én mutatták be a Torontói Nemzetközi Filmfesztiválon, majd 1997. október 10-én került az amerikai mozikba. Általánosságban pozitív véleményeket kapott a kritikusoktól, beleértve a film zenéjét is. A 70. Oscar-gálán három Oscar-díjra jelölték.

## Cselekmény
Egy idealista pornóproducer arra törekszik, hogy mesterségét művészetté emelje, amikor felfedez egy szexi fiatal tehetséget.

## Szereplők
| Színész                | Szerep                             | Magyar hang       |
| ---------------------- | ---------------------------------- | ----------------- |
| Mark Wahlberg          | Eddie Adams / Dirk Diggler         | Markovics Tamás   |
| Julianne Moore         | Maggie / Amber Waves               | Orosz Helga       |
| Burt Reynolds          | Jack Horner                        | Oszter Sándor     |
| Don Cheadle            | Buck Swope                         | Welker Gábor      |
| John C. Reilly         | Reed Rothchild                     | Haás Vander Péter |
| William H. Macy        | Bill "Little Bill" Thompson        | Bácskai János     |
| Heather Graham         | Brandy / Kori-bébi                 | Solecki Janka     |
| Nicole Ari Parker      | Becky Barnett                      | Biró Anikó        |
| Philip Seymour Hoffman | Scotty J.                          | Földi Tamás       |
| Luis Guzmán            | Maurice Rodriguez / T.T. Rodriguez | Gesztesi Károly   |
| Philip Baker Hall      | Floyd Gondolli                     | Móni Ottó         |
| Thomas Jane            | Todd Parker                        | Bozsó Péter       |
| Robert Ridgely         | James ezredes                      | Rajhona Ádám      |
| Robert Downey Sr.      | Burt                               | Garai Róbert      |
| Nina Hartley           | Little Bill felesége               | Koffler Gizella   |
| Melora Walters         | Jessie St. Vincent                 | Oláh Orsolya      |
| Alfred Molina          | Rahad Jackson                      | Fazekas István    |
| Ricky Jay              | Kurt Longjohn                      | Balázsi Gyula     |

## Bemutató és bevételi adatok
A film premierje a Torontói Nemzetközi Filmfesztiválon volt, majd a New York-i Filmfesztiválon is bemutatták. 1997. október 10-én jelent meg az Amerikai Egyesült Államok mozijaiban.
A nyitóhétvégén 50 168 dollár bevételt hozott. Három héttel később 907 moziba került bemutatásra, és 4,7 millió dolláros bevételt termelt, amivel a negyedik helyen végzett a héten. A film végül 26,4 millió dollárt keresett az Egyesült Államokban és 16,7 millió dollárt a külföldi piacokon, ami világszerte 43,1 millió dolláros bevételt jelentett.

## Fordítás
- Ez a szócikk részben vagy egészben  a   Boogie Nights című angol Wikipédia-szócikk fordításán alapul.  Az eredeti cikk szerkesztőit annak laptörténete sorolja fel. Ez a jelzés csupán a megfogalmazás eredetét és a szerzői jogokat jelzi, nem szolgál a cikkben szereplő információk forrásmegjelöléseként.